# Могуай
Могуай (на английски: Mogwai) е шотландска пост рок група от Глазгоу. Създадена е през 1995 г., а името е заимствано от китайския език и може да се преведе като „тъмен дух“ или „зла душа“.
В редиците на групата са Стюарт Брейтуейст (китара и вокали), Джон Къмингс (китара, вокали), Бери Бърнс (китара, пиано, синтезатор, вокали), Доминик Ейтчисън (бас китара) и Мартин Бълък (барабани). Типично за нея са дългите инструментални песни с фундамент от китара, в които има динамични контрасти, мелодични китарни звуци, и много дисторшъни и ефекти. Имат договор известно време с нашумелите Кемикъл Ъндърграунд от Глазгоу, и се разпространяват с помощта на Матадор (САЩ) и Плей Ит Ъгейн Сам (ОК), но сега имат собствен лейбъл – Рок Акшън Рекърдс (ОК) и Съб Поп (Северна Америка).
Позициите на групата са нерядко защитавани от Джон Пийл, още от първите им дни, и записват седем Пийл сесии в периода 1996 – 2004 година. Пийл записва кратка интродукция към компилацията Government Commissions: BBC Sessions 1996 – 2003

## Дискография

### Студийни албуми
- Mogwai Young Team (1997)
- Come on Die Young (1999)
- Rock Action (2001)
- Happy Songs for Happy People (2003)
- Mr. Beast (2006)
- The Hawk Is Howling (2008)
- Hardcore Will Never Die, But You Will (2011)
- Rave Tapes (2014)
- Every Country's Sun (2017)
- As the Love Continues (2021)
- The Bad Fire (2025)

### Сингли
- Tuner/Lower (1996)
- Angels vs Aliens (1996)
- Summer (demo) (1996)
- Summer/Ithica 27φ9 (1996)
- New Paths to Helicon, Parts 1 & 2 (1997)
- Club Beatroot, Part 4 (1997)
- Do The Rock Boogaloo (1998)
- My Father My King (2001)
- Friend of the night (2005)
- Mogwai / Fuck Buttons – Tour Split Single (2008)

### EPs
- 4 Satin (1997)
- Mogwai Fear Satan Remixes (1998)
- No Education = No Future (Fuck the Curfew) (1998)
- Mogwai:EP (1999)
- Travels in Constants, Vol. 12 (2001)
- US Tour EP (2001) – (с Бардо Понд)
- UK/European Tour EP (2001)
- Travel is dangerous (2006)
- Batcat EP (2008)

### Компилаци
- Ten Rapid (1997) – Collected recordings 1996 – 1997
- EP+6 (2000) – 4 Satin, No Education… и Mogwai:EP на CD
- Government Commissions (2005) – BBC Sessions 1996 – 2003

### Ремикс албуми
- Kicking A Dead Pig (1998)

### Филмови саундтракове
- Zidane – a 21st century portrait (2006)
- Miami Vice Tracks EP (2006)